# Anatheóresis
Anatheóresis è una terapia psicologica, priva di riscontri in letteratura scientifica, creata da Joaquín Grau a partire dagli anni 1970. Secondo l'autore, il termine anatheóresis significa "guardare all'indietro contemplando il passato e riesumarlo, portarlo al presente, comprendendo". Grau la chiamò così per differenziarla da altre tecniche ipnotiche regressive, dal momento che considera l'anateoresi come l'intero corpo dottrinale basato sull'esperienza clinica e su postulati scientifici, non su elucubrazioni, e al di fuori di credenze e dottrine metafisiche.

## Teoria
I sostenitori del metodo la definiscono come una psicoterapia di carattere percettivo, che considera la malattia come una disfunzione fisica o psichica di origine emozionale. Si basa sull'induzione, mediante un rilassamento semplice ma profondo e senza la somministrazione di droghe né l'impiego di apparati elettronici, di un presunto stato mentale non ordinario di coscienza, da loro definito "ISRA".
I sostenitori suppongono che in questo stato - attraverso una presunta regressione in età - sarebbe possibile indagare i danni emozionali che si sarebbero a loro dire originati nel periodo intrauterino, nel parto e nell'infanzia, dalla nascita fino ai 7-12 anni circa. Sostengono inoltre che quei presunti "danni", che nel corso della vita si sarebbero trasformati in disfunzioni fisiche o psichiche, nel venire resi coscienti mediante una presunta ed indimostrata "sincronizzazione degli emisferi cerebrali" (il destro con la sua capacità di "vedere e sentire" i fatti che hanno causato tali presunti danni emozionali, e il sinistro con la comprensione delle cause di questa sintomatologia da essi prodotta - somatizzazione), potrebbero risolversi. Non esistono però prove scientifiche o cliniche a favore dell'ipotesi della cosiddetta "sincronizzazione degli emisferi", che afferisce ad un modello di funzionamento neurocognitivo ormai in gran parte superato dalla ricerca scientifica più recente.

## Descrizione
Anatheóresis significa che è una psicoterapia percettiva, dato che lavora a livello psichico con l'informazione che il soggetto riceve, elabora e interpreta. Ma tiene in considerazione che il modo di percepire tale informazione sarà differente in funzione dello sviluppo ontogenetico, e per questo divide tale capacità in sei diversi livelli, cui dà il nome di SP (stadi di percezione). Questi stadi, a loro volta, sarebbero intimamente collegati alla genesi e alla maturazione dei diversi ritmi di onde cerebrali e di conseguenza allo sviluppo cerebrale.
Parte inoltre dal presupposto che la malattia è la manifestazione di una sintomatologia, causata dall'attualizzazione analogica dei danni emozionali provocati da fatti accaduti nei primi quattro SP, che vanno dal concepimento fino ai 7-12 anni di età, momento in cui i ritmi di onde beta cerebrali cominciano a essere predominanti.
Crede che la maggior parte dei danni emozionali hanno origine in questi stadi, perché fino all'età di 7-12 anni non si produrrebbe la maturazione dell'emisfero sinistro (ES) del cervello e delle onde cerebrali ad esso associate (onde beta) e quindi il soggetto vivrebbe fondamentalmente sotto le caratteristiche dell'emisfero destro (ED) e dei suoi specifici ritmi (delta, theta e alfa). Soprattutto delle sue qualità olistiche, evocatrici di simbologia, emozionali, analogiche, ecc. Ma quando si impone l'ES che controlla attraverso le sue specifiche qualità: causalità, dualità, analisi, ragionamento, unidimensionalità, etc., ciò porterebbe con sé un effetto devastante, dato che occulterebbe in gran misura gli avvenimenti accaduti e le emozioni ad essi associate durante il predominio dell'ED. Per questo la maggior parte degli impatti emozionali vissuti fino a questo momento si suppone che resterebbero rinchiusi e dimenticati, creando un sostrato emozionale sotto forma di incameramenti profondamente energetici che in un futuro potrebbero esplodere e somatizzare.
Per realizzare la funzione terapeutica, dispone che si debba indurre nel soggetto uno stato non ordinario di coscienza, portandolo mediante rilassamento profondo alla banda inferiore di ritmi di onde theta (circa 4 Hertz). A tale stato dà il nome di ISRA (induzione allo stato regressivo anateoretico). E ritiene che, inducendo ISRA nel soggetto, si dovrebbe produrre uno stato mentale più libero, più infantile, caratterizzato da immagini mentali spontanee e intense, e un pensiero creativo e immaginativo, allo stesso tempo che una sincronizzazione dei due emisferi, lo stesso che succede nella meditazione. Afferma che, in tale stato, il soggetto non perde la coscienza e non si produce amnesia postipnotica, cosa che invece succede nell'ipnosi profonda.  Pertanto, la persona sarebbe cosciente in ogni momento e potrebbe uscire dalla seduta qualora lo desideri.
La regressione in età anatheóresis la intende secondo il concetto accreditato in psicologia,  far retrocedere mentalmente il soggetto a tappe anteriori nella sua vita, e non nel senso classico delle "terapie regressive a vite passate" (Brian Weiss, Raimond Moody, etc.).
(Yapko, p. 360.)
Va però detto che nella terapia si può impiegare in certe occasioni tale regressione a vite precedenti, mettendo in chiaro che, per Anatheóresis, non si tratta di altro che di una proiezione simbolica dei contenuti emozionali. Peraltro non si mette a valutare la validità  di tali proiezioni, anche se certo sostiene che potrebbero implicare un'atmosfera emozionale e perciò la regressione può essere utilizzata come test e come strategia scenografica.

## Considerazioni
Anatheóresis considera la mente come un tutto col corpo e pertanto come quella che lo condiziona in ogni momento; non crede che ci sia malattia puntuale e concreta. Questa è la sintomatologia della situazione patologico-emozionale profonda del soggetto. Perciò sostiene che non cura malattie ma ammalati e che la terapia si deve rivolgere direttamente al soggetto, dal momento che è lui la malattia, e non alla malattia in sé.
D'altro lato, alcuni professionisti sostengono che il suo campo di attuazione è ristretto.
Si raccomanda di effettuare questa terapia a individui con non meno di 15-16 anni. Ugualmente si raccomanda di non praticarla a donne incinte o che possono rimanere incinte a breve termine. Infine non si raccomanda a persone con patologie cardiovascolari.

## Rassegna storica
Negli anni 1960, Joaquín Grau comincia gli studi sulla percezione e le potenzialità della mente umana. Utilizza l'ipnosi, apparati elettronici e vari tipi di allucinogeni naturali. Integra tutto ciò con numerosi viaggi, a partire dal 1974, in Africa, Asia e America Latina, per studiare le culture analogiche, finché nel 1978 realizza la sua esperienza più straordinaria, dal momento che gli avrebbe dato le chiavi quasi definitive per sviluppare Anatheóresis. Convive per un certo tempo con gli Aucas (Huaorani), una tribù di indiani dell'Amazzonia ecuadoriana. In tale convivenza scopre che praticamente essi non sviluppano malattie come cancro, stress, alterazioni cardiovascolari e altre che infestano la nostra cultura. Trova anche che gli indios vivevano in perfetta armonia con il loro ambiente ed erano privi di nevrosi o qualunque tipo di disfunzione psicologica. Il loro mondo era il presente. Il passato e il futuro non era per loro qualcosa di importante, la vita doveva essere vissuta nel "qui e ora", era un vivere senza preoccupazioni, senza pendenze passate né aspettative per il futuro. E questo mondo, inoltre, si basava sul simbolismo analogico. Tutto ciò si rispecchia in vari libri e articoli.
In base a tutti questi studi ed esperienze, Joaquín Grau fu del parere che le malattie le produceva il nostro modo di vita, la nostra educazione, la nostra cultura, e che fondamentalmente gli impatti emozionali che le rendevano possibili si acquisivano nel ventre materno, nel parto e nell'infanzia fino ai 7-12 anni. A partire da ciò sviluppò il rilassamento ISRA, nella banda theta, stabilendo che in detto stato il soggetto non solo poteva rimembrare o visualizzare il passato ma che, inoltre, poteva farlo con tutta la carica emozionale presente nel momento in cui erano accaduti i fatti - vale a dire, vivenciando - e, d'altro lato, il soggetto non perdeva la coscienza durante le sedute né dimenticava i fatti esumati dopo di essere uscito dal rilassamento, come invece avviene con l'ipnosi profonda. Considerò anche che l'affioramento di quest'informazione e la sua successiva comprensione rendeva possibile la guarigione delle malattie somatizzate a causa di quei fatti passati.
Nel 1991 redige un libro in cui espone alcune delle basi fondamentali delle sue teorie, Nazca a una nueva vida. Nel 1996 pubblica la sua opera fondamentale: Tratado teórico práctico de anatheóresis. Las claves de la enfermedad (tradotto in italiano col titolo Le chiavi della malattia. Trattato teorico-pratico di anateoresi) in cui specifica tutta la sua teoria sotto forma di corpo dottrinale scientifico.